# Zimbor
Zimbor là một xã thuộc hạt Sălaj, România. Dân số thời điểm năm 2002 là 1289 người.